# Khemis El Khechna
Khemis El Khechna là một đô thị thuộc tỉnh Boumerdès, Algérie. Dân số thời điểm năm 2002 là 58.573 người.